# Jakob Fabricius
Pour les articles homonymes, voir Fabricius.
Jakob Fabricius est un théologien luthérien allemand et auteur de cantiques né à Köslin (aujourd'hui Koszalin en Poméranie occidentale) le 19 juillet 1593 et décédé le 11 août 1654 à Stettin (aujourd'hui Szczecin toujours en Poméranie occidentale).

## Biographie
Il était d'origine modeste, son père, Joachim Schmidt (latinisé en Fabricius) était cordonnier. Son patronyme de naissance est donc Schmidt. Il fréquente l'école secondaire de Koszalin et une école de Szczecin. A Rostock, il a étudié la philosophie et la théologie. En 1616, il devient professeur dans une école de Koszalin. Trois ans plus tard, Fabricius épouse une fille de l'archidiacre Joachim Micraelius qui meurt peu après.
À partir de 1621 il devient prédicateur à la cour du duc Bogislaw XIII de Poméranie et obtient en 1626 un doctorat en théologie à l'université de Greifswald. En janvier 1631, Gustave II Adolphe de Suède l'appointe comme prêcheur et Fabricius le suit dans ses campagnes en Allemagne jusqu’à sa mort, lors de la bataille de Lützen le 6 novembre 1632. Juste après, le prédicateur revient au service du duc de Poméranie à Stettin. Deux ans plus tard, il est nommé surintendant général de la Poméranie mais à la mort du duc, en 1637, cette province revient à la Suède mais Fabricius est maintenu dans ses fonctions. En 1642, il devient pasteur à l'église Sainte-Marie de Stettin ainsi que professeur de théologie au collège. Il meurt après une oraison funèbre.
Outre ses talents de poète, Fabricius disposait de connaissances musicales et d'une excellente pratique de l'hébreu. Dans les années 1640, il avait une controverse avec le pasteur Jacob Stolterfoht de Lübeck sur la valeur des visions récentes, notamment celles de Johann Werner.
Johann Sebastian Bach a utilisé un de ses textes dans sa cantate BWV 42.

## Œuvres
- Crucigerorum Felix Conditio, Das ist: Der glückselige Wollstand Christlicher Creutzträger, Stettin, 1648 (lire en ligne).
- Disputatio Theologica De Resurrectione Mortuorum ..., Stettin, 1651 (lire en ligne).
- Sermons funèbres sur Gustave II Adolphe et Bogislaw XIV.
- Traités exégétiques et homilétiques.
- Controverse avec le pasteur Jacob Stolterfoht de Lübeck sur la valeur des visions.